# Codice di Barker
Un codice di Barker (in lingua inglese Barker Code), detto anche sequenza di Barker, è una sequenza finita di valori interi ±1 la cui funzione di autocorrelazione al di fuori del valore di picco è la più piccola possibile. Questa codifica trova applicazione nel campo dei radar, della telemetria e delle reti wireless ed è stata definita nel 1953 da Ronald Hugh Barker, da cui prende il nome.

## Definizione

Rappresentazione grafica di un codice di Barker =7

Funzione di autocorrelazione di un codice di Barker =7

Un codice di Barker è una sequenza finita di {\displaystyle N} valori +1 e -1, definita formalmente come:
{\displaystyle a_{j}\in \{-1,+1\}} per {\displaystyle j=1,...,N}
caratterizzata da una funzione di autocorrelazione tale per cui i coefficienti di autocorrelazione al di fuori del picco
{\displaystyle c_{v}=\sum _{j=1}^{N-v}a_{j}a_{j+v}}
siano i più piccoli possibili, soddisfacendo alla relazione:
{\displaystyle |c_{v}|=|\sum _{j=1}^{N-v}a_{j}a_{j+v}|\leq 1\,}
per tutti gli elementi {\displaystyle 1\leq v<N}.
In base a questa definizione, la funzione di autocorrelazione presenta il suo picco in corrispondenza del valore {\displaystyle N}.
Sono note solo nove sequenze di Barker e la lunghezza massima individuata è {\displaystyle N=13}. È stato dimostrato che non esistono altre sequenze con un valore di lunghezza {\displaystyle N} dispari, né sequenze con valore di lunghezza {\displaystyle N} pari inferiore a 1022.
Nel suo documento del 1953, Barker analizzò anche le sequenze che obbediscono alla condizione più stringente:
{\displaystyle c_{v}\in \{-1,0\}}
Di queste ultime, sono note solo quattro, evidenziate in grassetto nella tabella seguente che riporta tutte le sequenze conosciute.
| Lunghezza | Sequenza                               | Sequenza                               |
| --------- | -------------------------------------- | -------------------------------------- |
| 2         | +1 −1                                  | +1 +1                                  |
| 3         | +1 +1 −1                               | +1 +1 −1                               |
| 4         | +1 +1 −1 +1                            | +1 +1 +1 −1                            |
| 5         | +1 +1 +1 −1 +1                         | +1 +1 +1 −1 +1                         |
| 7         | +1 +1 +1 −1 −1 +1 −1                   | +1 +1 +1 −1 −1 +1 −1                   |
| 11        | +1 +1 +1 −1 −1 −1 +1 −1 −1 +1 −1       | +1 +1 +1 −1 −1 −1 +1 −1 −1 +1 −1       |
| 13        | +1 +1 +1 +1 +1 −1 −1 +1 +1 −1 +1 −1 +1 | +1 +1 +1 +1 +1 −1 −1 +1 +1 −1 +1 −1 +1 |

## Applicazioni

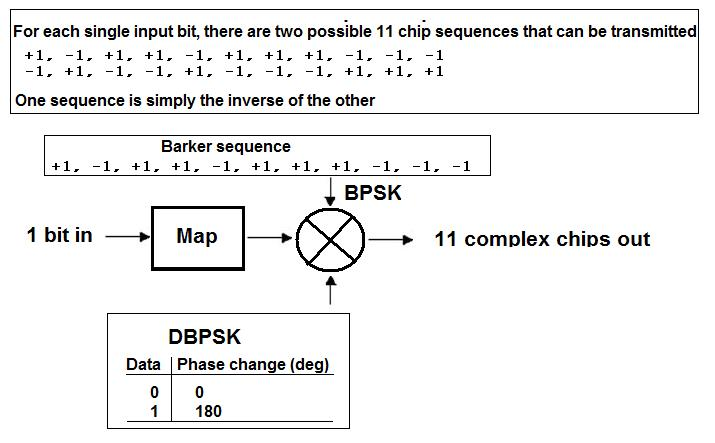
Impiego del codice di Barker nella modulazione BPSK

I codici di Barker con lunghezza {\displaystyle N} uguale a 11 e a 13 trovano impiego nella modulazione Direct Sequence Spread Spectrum (DSSS) e nei sistemi radar a compressione dell'impulso proprio per le loro caratteristiche di bassa auto-correlazione al di fuori del picco. Nel caso dei radar, grazie a questa tecnica la dimensione dei lobi laterali viene ridotta a un {\displaystyle N}-simo rispetto al segnale di picco, con un aumento delle prestazioni soprattutto in caso di valori bassi nel rapporto segnale/rumore.
I segni positivi e negativi associati ai valori delle sequenze di Barker vengono usati per controllare la modulazione di fase in modalità phase-shift keying: per esempio, al segno positivo corrisponde una fase nominale della portante pari a zero, a quello negativo una fase di ±180°.
Nelle comunicazioni wireless, l'utilizzo dei codici di Barker è previsto dallo standard 802.11 per la bassa correlazione incrociata con altre sequenze che potrebbero provocare interfenze nonché per le sue proprietà spettrali. In particolare, lo standard 802.11 prevede l'impiego di un codice di Barker con {\displaystyle N}=11 per le bit rate comprese tra 1 e 2 Mbit/s: il valore dell'autocorrelazione è massimo (11) solo in corrispondenza del valore zero, mentre è 0 o -1 altrove. Questo genera uno spettro più uniforme e una ricezione migliore.
I codici di Barker sono usati nelle comunicazioni digitali anche come una tecnica per individuare l'inizio di una trama dati: trasmettendo una sequenza di Barker prima di ogni trama dati, lato ricezione la rilevazione del picco di autocorrelazione coincide con l'inizio della trama stessa. Questa tecnica risulta particolarmente utile nel caso di trasmissioni soggette ad elevati livelli di rumore.